# Estorf (Weser)
Estorf település Németországban, azon belül Alsó-Szászország tartományban. Lakosainak száma 1736 fő (2023. december 31.). Estorf Nienburg, Liebenau és Landesbergen községekkel határos.

## Népesség
A település népességének változása:
| Lakosok száma | 1679 | 1706 | 1701 | 1701 | 1737 | 1736 |
|               | 2016 | 2017 | 2019 | 2021 | 2022 | 2023 |